# Гай Рабирий (сенатор)
Гай Раби́рий (лат. Gaius Rabirius; умер вскоре после 63 года до н. э.) — древнеримский сенатор из неименитого плебейского рода, известный тем, что в 63 году до н. э. был обвинён в убийстве Луция Аппулея Сатурнина.

## Биография

### Предыстория и обстоятельства обвинения
В 64 году до н. э. Гай Юлий Цезарь возглавил постоянный уголовный суд по делам о разбоях, сопровождавшихся убийством (quaestio de sicariis): в судах под его председательством было осуждено немало участников проскрипций Луция Корнелия Суллы, хотя этот диктатор издал закон, не позволявший вести уголовное преследование против них. Несмотря на активную деятельность Цезаря по осуждению соучастников диктатора, активный исполнитель убийств проскрибированных Луций Сергий Катилина оказался полностью оправдан и смог выдвинуть свою кандидатуру в консулы на следующий год. Инициатором значительной части судебных процессов, однако, выступал оппонент Юлия Цезаря, Марк Порций Катон Младший. Наконец, с именем Цезаря связывают начало суда над престарелым сенатором Гаем Рабирием: по мнению С. Л. Утченко, за Титом Лабиеном, выдвинувшим обвинение, стоял именно Юлий.
В следующем, 63 году до н. э., Рабирию предъявил обвинение один из плебейских трибунов текущего года Тит Лабиен; суть иска сводилась к тому, что в ходе массовых волнений 100 года до н. э. Гай в одной из стычек убил народного трибуна Луция Апулея Сатурнина.
Чтобы «демократия» могла демонстративнее заявить себя, Гай Юлий Цезарь вызвал к жизни давно уже утратившую смысл старинную форму комициальной уголовной юрисдикции. Другой целью обвинения было ослабить силу, которую имел senatus consultum ultimum, дававший консулам, в случаях крайней необходимости, неограниченную диктаторскую власть. Кроме того, демократическая «партия» старалась всячески чествовать память своих вождей; так, в 66 году до н. э. тот же Юлий Цезарь при погребении вдовы Гая Мария, несмотря на запрет сената, публично показал маску (imago) умершего полководца, а теперь возбудил преследование против предполагаемого убийцы другого вождя демократов, Сатурнина. Для расследования дела, на основании плебисцита, проведённого Лабиеном в трибутных комициях, была назначена состоявшая из Гая Юлия Цезаря и его родственника, Луция Цезаря, судебная коллегия дуумвиров (древнее судебное учреждение, существовавшее ещё при царях и известное своей суровостью).
Рабирий на этом судилище был осуждён, хотя прямых улик против него и не было: рассказывали только, что на каком-то пиру он показывал голову убитого Луция Сатурнина. Поддерживаемый сенатской «партией» и имея адвоката в лице Марка Туллия Цицерона, Гай апеллировал к народу и добился отмены приговора благодаря вмешательству действующего претора Квинта Цецилия Метелла Целера. Речь Цицерона, дошедшая до нас (впрочем, в неполном виде), была произнесена во время нового процесса о взыскании штрафа, возбуждённого против Рабирия после кассации приговора дуумвиров.